# Quattro sergenti di La Rochelle

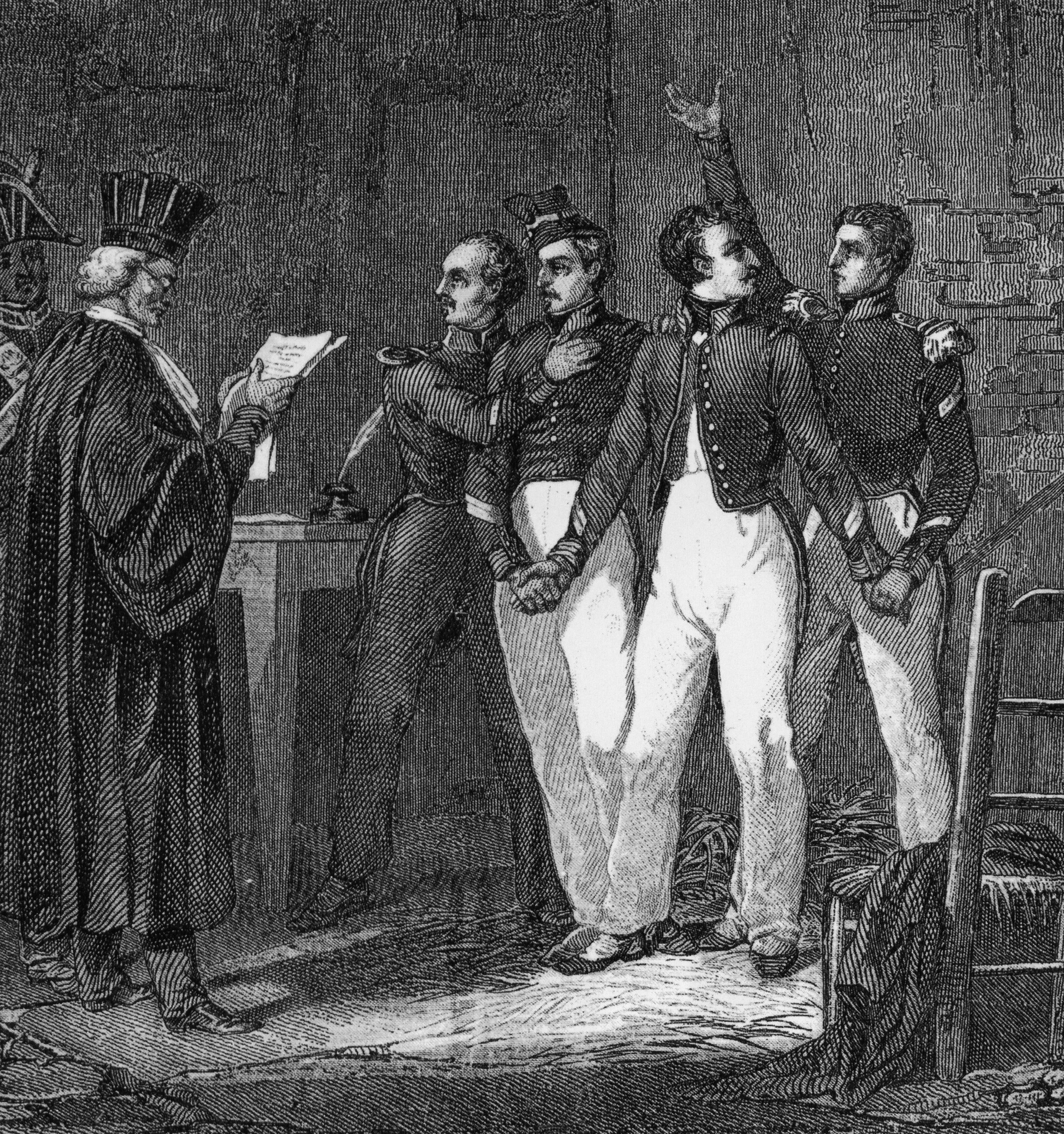
I quattro sergenti di La Rochelle poco prima della loro esecuzione (incisione del XIX secolo)

I quattro sergenti di La Rochelle (in francese Quatre sergents de La Rochelle) erano un gruppo giovani soldati francesi bonapartisti accusati durante la Restaurazione di aver cospirato per rovesciare la monarchia. Furono ghigliottinati in Place de Grève, a Parigi, il 21 settembre 1822.

## Storia
Il 45° reggimento di fanteria di linea, formato a Chartres nel 1816, era guidato dal colonnello Toustain, un ex emigrato, che aveva sostituito tutti gli ex capitani dell'Impero con dei realisti. I sottufficiali, nostalgici della Grande Armée di Napoleone, gli erano molto ostili. Dal 1821, sotto la Restaurazione, il 45° reggimento di fanteria di guarnigione a Parigi preoccupò le autorità militari e civili per il suo spirito anti-realista. In particolare, i soldati si rifiutavano di gridare "Vive le Roi". Così, per isolare il reggimento dalle influenze politiche (la caserma si trovava nel cuore del Quartiere Latino di Parigi, dove gli studenti animavano il dissenso), fu trasferito a La Rochelle nel gennaio 1822.
Come molti soldati ostili alla Restaurazione monarchica, quattro giovani sergenti di nome Jean-François Bories, Jean-Joseph Pomier, Marius-Claude Raoulx e Charles Goubin, rispettivamente di 26, 25, 24 e 20 anni, fondarono una vendita carbonara nel loro reparto.
Jean-François Bories, dotato di carisma, reclutava sottufficiali e soldati e teneva riunioni alla trattoria "Au Roi Clovis" al 25 di rue Descartes. Prima di partire per La Rochelle, la maggior parte dei sottufficiali del reggimento apparteneva alla carboneria. Erano pronti all'insurrezione, sicuri che i loro uomini li avrebbero seguiti. I quattro compagni furono piuttosto imprudenti nelle loro affermazioni, e furono individuati. Sulla strada per Orléans, Bories fu coinvolto in una rissa con alcuni soldati svizzeri e arrestato proprio nel momento cruciale della rivolta. L'insurrezione fu soffocata. Contrariamente a quanto accadeva nel caso di una semplice rissa, al suo arrivo a La Rochelle, Bories viene imprigionato nella Tour de la Lanterne (Tour des Quatre Sergents. L'insurrezione del generale Berton verso Saumur iniziò il 23 febbraio, senza l'appoggio del 45° reggimento. La sconfitta del generale Berton suscita dubbi tra gli affiliati del 45° reggimento. A marzo, il sergente maggiore Pomier, che aveva assunto la direzione della vendita in assenza di Bories, viene arrestato a sua volta. Il sergente Auguste Goupillon lo aiutò a uscire per qualche ora per un appuntamento segreto con il generale Berton, che era in fuga. Ma Goupillon fu individuato e gli vennero fatte pressioni e minacce di morte. Alla fine, rilascia una confessione scritta estremamente sintetica, ma sufficiente a far arrestare i principali carbonari del reggimento.
Il processo si svolse dal 21 agosto al 5 settembre 1822. Il caso fu deferito alla corte d'assise della Senna perché il complotto aveva avuto origine lì e molti degli imputati vivevano a Parigi. In tutto erano presenti 25 imputati, i quattro sergenti e 21 complici, compresi carbonari civili.
Come avevano giurato solennemente all'atto dell'iniziazione, i principali imputati si rifiutarono di denunciare i loro capi, nonostante le pressioni e le promesse di grazia. Pagarono quindi per i loro capi, primo fra tutti il famoso marchese de La Fayette (1757-1834). In mancanza di elementi più precisi, il pubblico ministero si limitò a fare trasparenti allusioni agli alti funzionari della Carboneria che, dietro le quinte, tiravano le fila di un'insurrezione da cui speravano di trarre profitto senza correre alcun rischio:
Accusati di cospirazione, i quattro sergenti, Bories, Pomier, Goubin e Raoulx, furono condannati a morte. Per quanto riguarda gli altri cospiratori, tre furono condannati a cinque anni di carcere, uno a tre anni e tre a due anni. Goupillon fu assolto in considerazione del suo ruolo di informatore. Secondo la prassi, i condannati a morte venivano trasferiti a Bicêtre prima dell'esecuzione. Erano tenuti sotto particolare sorveglianza dall'ispettore generale realista delle carceri, Vincent Bonneau, al fine di sventare un eventuale piano di fuga. Il piano di fuga esisteva. La Fayette raccolse 70.000 franchi per corrompere il governatore della prigione, ma il piano fu sventato. Alla fine, i quattro soldati non riuscirono a sfuggire all'esecuzione e furono ghigliottinati il 21 settembre 1822 in Place de Grève a Parigi. Fino alla fine, il loro atteggiamento eroico contribuì alla loro leggenda. Fu promesso loro di avere salva la vita se avessero denunciato i loro capi; si rifiutarono. Mentre salivano i gradini della ghigliottina, tutti gridavano "Vive la liberté!". Non avendo partecipato ad alcuna ribellione (solo a una cospirazione), i quattro sergenti furono considerati martiri dall'opinione pubblica. La gioventù romantica esaltò il sacrificio dei giovani eroi e l'opposizione (repubblicana e bonapartista) sfruttò la vicenda contro il governo della Restaurazione.

## Eredità
Ben presto comparvero e si diffusero canzoni e immagini dedicate al sacrificio dei quattro giovani, celebrati da bonapartisti e repubblicani come "martiri della libertà".
Le tracce della loro prigionia (alcune incisioni) si sono conservate nella tour de la Lanterne a La Rochelle (che divenne nota come tour des Quatre Sergents), a Sainte-Pélagie e a Bicêtre. Rinominandosi "Aux Quatre Sergents de la Rochelle", alcuni locali espressero il proprio sostegno. Per molto tempo, anonimi hanno adornato il sito del cimitero di Montparnasse, dove i loro resti sono stati trasferiti nel 1830 e poi onorati solennemente nel 1848 (Seconda Repubblica). Un monumento li ricorda (8a divisione), ai margini della strada che porta il nome di "Allée des Sergents de La Rochelle". Il 21 settembre 1830, una cerimonia in Place de Grève commemorò il sacrificio dei quattro sergenti.
La letteratura ha contribuito a perpetuare la memoria di questo episodio storico. Honoré de Balzac lo ha rievocato ne La pelle di zigrino, ne Les Employés ou la Femme supérieure e ne La Rabouilleuse:
In Melmoth riconciliato, uno dei quattro sergenti è incarnato dal personaggio di Léon.
La bandiera utilizzata dai Quattro Sergenti apparteneva al principe Girolamo Bonaparte. È un tricolore francese con i motti Costituzione e Napoleone II da un lato e Onore e Patria dall'altro. La bandiera fu utilizzata dai Carbonari tra il 1821 e il 1822. Fu vista durante le operazioni del 29° reggimento di linea a Belfort, poi a Parigi e infine a La Rochelle, dove fu conservata. Passò nelle mani del tenente colonnello Caron, poi di M. Dubourjal, quindi del marchese d'Audan che la offrì infine al principe Napoleone nel 1888.